# Pierre Bossus

UIAA Logo

Pierre Bossus (* 10. August 1935 in Genf; † 10. Juni 2000, ebenda) war ein Schweizer Schriftsteller, Alpinist und Präsident der Union Internationale des Associations d’Alpinisme (UIAA) von 1976 bis 1984.

## Leben und Tätigkeiten
Bossus besuchte die Latein-Abteilung des Collège de Genève, wo er 1954 mit der Matura abschloss. Anschliessend studierte er an der Fakultät für Naturwissenschaften der Universität Genf. Er trat der Sektion Genf des SAC bei und war 1958 Vorstandsmitglied.
Im Juli 1968 leitete er die Genfer Grönland Expedition, bei der neun Erstbesteigungen auf der Akuliaruseq Halbinsel nördlich von Umanak in Westgrönland gelangen.
Bossus als UIAA-Geschäftsführer und der damalige UIAA-Präsident Jean Juge flogen 1974 ins Pamirgebirge, um in Begleitung von Witali Michailowitsch Abalakow das Camp der Internationalen Expedition zu besuchen.
Von 1976 bis 1984 war er UIAA-Präsident. 1977 beteiligte er sich an der 23. Tagung der Internationalen Kommission für alpines Rettungswesen IKAR, wo er eine Konvention über die Arbeitsaufteilung zwischen dem IKAR und der UIAA vereinbarte. Die Besorgnis über die sozialen und ökologischen Auswirkungen von Trecks und Expeditionen in den grossen Gebirgszügen führten 1982 zur UIAA-Erklärung von Kathmandu.
Während vieler Jahre war er schriftstellerisch tätig und erstellte neben Reiseberichten Club- und Kletterführer für die französisch-schweizerischen Alpen.

## Schriften
- Guide des Préalpes franco-suisses: chaîne frontière entre le Valais et la Haute-Savoie. 1964 und 1979
- Le guide du Salève de Bossus et Briquet de 1965, Librairie Briquet, Genf 1965[8]
- Guide des varappes du Salève: publié à l'occasion du Centenaire de la section genevoise du CAS 1865–1965. Tourenführer. Librairie Briquet, Genf 1965
- Nouveau refuge du Mischabeljoch. Die Alpen: Monatsbulletin des Schweizer Alpen-Club, 1966
- Report Officiels de l’Epédition 1968 au Groenland, 1968
- Les Aiguilles rouges: Perons, Fils, Massifs de Colonné et de Platé. Artaud, Paris 1974, ISBN 978-2-7003-0026-0[9]
- The First Fifty Years of the UIAA. UIAA Geneva 1982[10]
- Les cinquante premières années de l'Union Internationale des Associations d'Alpinisme. IUAA, Genf 1982
- Los cincuenta primeros años de la Unión Internacional de Asociaciones de Alpinismo. UIAA, Genf 1982
- Randonnées au Salève: description de 53 itinéraires. Verlag Club Alpin Suisse Section Genevoise 1984[11]